# DDR-Mannschaftsmeisterschaft im Schach 1975
Bei der DDR-Mannschaftsmeisterschaft im Schach 1975 gewann der Titelverteidiger Buna Halle-Neustadt die DDR-Mannschaftsmeisterschaft der Saison 1974/75.
Gespielt wurde ein Rundenturnier, wobei jede Mannschaft gegen jede andere jeweils vier Mannschaftskämpfe an acht Brettern austrug. Insgesamt waren es 112 Mannschaftskämpfe, also 896 Partien.

## DDR-Mannschaftsmeisterschaft 1975

### Kreuztabelle der Sonderliga (Rangliste)
|   | Verein                     | 1    | 2    | 3    | 4    | 5    | 6    | 7    | 8    | Punkte |
| - | -------------------------- | ---- | ---- | ---- | ---- | ---- | ---- | ---- | ---- | ------ |
| 1 | Buna Halle-Neustadt        |      | 20,0 | 17,5 | 18,5 | 18,5 | 17,5 | 23,5 | 25,0 | 140,5  |
| 2 | Schachgemeinschaft Leipzig | 12,0 |      | 14,5 | 19,0 | 14,5 | 23,5 | 23,5 | 24,5 | 131,5  |
| 3 | Post Dresden               | 14,5 | 17,5 |      | 19,5 | 20,5 | 16,0 | 14,5 | 26,5 | 129,0  |
| 4 | AdW Berlin I               | 13,5 | 13,0 | 12,5 |      | 21,5 | 14,5 | 18,5 | 24,0 | 117,5  |
| 5 | Vorwärts Strausberg        | 13,5 | 17,5 | 11,5 | 10,5 |      | 15,5 | 17,5 | 24,5 | 110,5  |
| 6 | EVB / Funkwerk Erfurt      | 14,5 | 08,5 | 16,0 | 17,5 | 16,5 |      | 13,5 | 16,0 | 102,5  |
| 7 | Chemie Lützkendorf         | 08,5 | 08,5 | 17,5 | 13,5 | 14,5 | 18,5 |      | 20,0 | 101,0  |
| 8 | AdW Berlin II              | 07,0 | 07,5 | 05,5 | 08,0 | 07,5 | 16,0 | 12,0 |      | 063,5  |

### Beste Einzelergebnisse
Laut Abschlussbericht des Hauptschiedsrichters Kurt Maulhardt waren die besten Ergebnisse bei mindestens 12 gespielten Partien:
- Bretter 1 bis 4

| Spieler              | Verein     | Prozent |
| -------------------- | ---------- | ------- |
| Wolfgang Uhlmann     | Dresden    | 81,6    |
| Hans-Ulrich Grünberg | Strausberg | 78,0    |
| Lothar Vogt          | Leipzig    | 77,8    |
| Burkhard Malich      | Halle      | 73,9    |
| Rainer Knaak         | Leipzig    | 72,2    |
| Lutz Espig           | Halle      | 72,2    |
| Heinz Liebert        | Halle      | 70,8    |

- An den Brettern 5 bis 8 war Brigitte Hofmann mit 73,3 Prozent die Beste.

### Die Meistermannschaft
| 1.            | Buna Halle-Neustadt |
| Schachfiguren | alphabetische Reihenfolge: Ernst Bönsch, Uwe Bönsch, Anton Csulits, Lutz Espig, Brigitte Hofmann, Heinz Liebert, Jürgen Mädler, Burkhard Malich, Thomas Pawlitzki |

### Oberliga
| Platz | Verein                | Punkte |
| ----- | --------------------- | ------ |
| 01    | Lok Karl-Marx-Stadt   | 91,0   |
| 02    | SG Leipzig II         | 83,0   |
| 03    | Lok Mitte Leipzig     | 81,5   |
| 04    | HSG PH Potsdam        | 71,5   |
| 05    | Post Dresden II       | 70,0   |
| 06    | WBK 67 Halle-Neustadt | 70,0   |
| 07    | Lok Pankow            | 68,0   |
| 08    | Lok Dresden           | 64,5   |
| 09    | Motor SO Magdeburg    | 60,5   |
| 10    | Rotation Berlin       | 60,0   |

### DDR-Liga
In der Staffel Nord wurden Buna Halle II sieben Punkte wegen eines Regelverstoßes abgezogen, wodurch die Mannschaft um mehrere Plätze zurückfiel.
| Platz | Verein                      | Punkte |
| ----- | --------------------------- | ------ |
| 01    | Lok Rostock                 | 86,5   |
| 02    | Rotation Berlin II          | 77,0   |
| 03    | Lok Schwerin                | 76,0   |
| 04    | Lok Brandenburg             | 73,5   |
| 05    | Aufbau Börde Magdeburg      | 68,5   |
| 06    | Vorwärts Strausberg II      | 68,0   |
| 07    | Einheit Friesen Berlin      | 67,5   |
| 08    | Buna Halle-Neustadt II      | 67,0   |
| 09    | Humboldt-Universität Berlin | 64,5   |
| 10    | HSG PH Potsdam II           | 63,5   |

| Platz | Verein                    | Punkte |
| ----- | ------------------------- | ------ |
| 01    | Motor IFA Karl-Marx-Stadt | 89,0   |
| 02    | Motor Gohlis Nord Leipzig | 77,0   |
| 03    | Carl Zeiss Jena           | 75,0   |
| 04    | Buna Halle-Neustadt III   | 71,5   |
| 05    | Lok Leipzig Mitte II      | 71,5   |
| 06    | Greika Greiz              | 70,0   |
| 07    | Lok Karl-Marx-Stadt II    | 67,5   |
| 08    | Lok Dresden II            | 67,0   |
| 09    | Motor Leipzig-Lindenau    | 65,5   |
| 10    | TH Chemie Merseburg       | 60,0   |

### Aufstiegsspiele zur DDR-Liga
In der Gruppe 2 spielten nur drei Mannschaften nach Verzicht der HSG TH Magdeburg.
| Platz | Verein              | Punkte |
| ----- | ------------------- | ------ |
| 1     | Post Berlin         | 28,5   |
| 2     | SGS Greifswald      | 26,0   |
| 3     | Rotation Schwedt    | 25,0   |
| 4     | Veritas Wittenberge | 16,5   |

| Platz | Verein                 | Punkte |
| ----- | ---------------------- | ------ |
| 1     | Medizin Neubrandenburg | 21,5   |
| 2     | Einheit Rathenow       | 13,5   |
| 3     | Einheit Quedlinburg    | 13,0   |

| Platz | Verein                      | Punkte |
| ----- | --------------------------- | ------ |
| 1     | Aktivist Zentronik Oelsnitz | 29,5   |
| 2     | Lok Gera                    | 29,5   |
| 3     | Aktivist Schwarze Pumpe     | 28,0   |
| 4     | Motor Benshausen            | 09,0   |

| Platz | Verein                   | Punkte |
| ----- | ------------------------ | ------ |
| 1     | EVB / Funkwerk Erfurt II | 27,5   |
| 2     | SG Leipzig III           | 27,0   |
| 3     | Fortschritt Cottbus      | 24,5   |
| 4     | TSG Oberschöneweide      | 17,0   |

## DDR-Mannschaftsmeisterschaft der Frauen 1975

### Oberliga
Die Tabelle enthält einen Punktabzug von vier Zählern bei Lok Dresden wegen eines Regelverstoßes. Der vorjährige Oberligist AdW Berlin war wegen fehlender Nachwuchsmannschaften in die DDR-Liga zurückgestuft worden.
| Platz | Verein                 | Punkte |
| ----- | ---------------------- | ------ |
| 1     | Buna Halle-Neustadt    | 61,0   |
| 2     | PH / Empor Potsdam     | 60,5   |
| 3     | Motor Weimar           | 53,5   |
| 4     | Motor Leipzig Lindenau | 47,5   |
| 5     | Lok Karl-Marx-Stadt    | 40,5   |
| 6     | TH / MSO Magdeburg     | 32,5   |
| 7     | Lok Dresden            | 18,0   |
| 8     | Buna Halle-Neustadt II | 17,5   |

### DDR-Liga
Die zuletzt veröffentlichten Tabellen sind unvollständig. In beiden Staffeln fehlt jeweils ein Mannschaftsergebnis. Die beteiligten Mannschaften sind in den nachfolgenden Tabellen mit einem Stern gekennzeichnet. Die beiden Staffelsieger standen jedoch auch ohne diese Ergebnisse fest.
| Platz | Verein                  | Punkte   |
| ----- | ----------------------- | -------- |
| 1     | AdW Berlin              | 49,0     |
| 2     | TSG Wittenberg          | 47,0     |
| 3     | Einheit Pädagogik Halle | 34,5     |
| 4     | Einheit Schwerin        | 32,0 (*) |
| 5     | TSG Gröditz             | 30,5 (*) |
| 6     | AdW Berlin II           | 29,0     |
| 7     | TSG Wittenberg II       | 18,0     |

| Platz | Verein                         | Punkte   |
| ----- | ------------------------------ | -------- |
| 1     | Lok Naumburg                   | 46,5     |
| 2     | Medizin / Einheit Sangerhausen | 42,5     |
| 3     | Buna Halle-Neustadt III        | 41,0     |
| 4     | Motor Weimar II                | 33,0 (*) |
| 5     | SG Beerberg Goldlauter         | 28,5     |
| 6     | Wismut Aue                     | 26,0 (*) |
| 7     | Motor Leipzig-Lindenau II      | 22,5     |

## Jugendmeisterschaften
| Altersklasse | männlich            | weiblich  |
| ------------ | ------------------- | --------- |
| Schüler      | Pionierhaus Leipzig | Lok Halle |
| Jugend       | SG Leipzig          | Lok Halle |